# George Pascu
A nu se confunda cu filologul și istoricul literar Giorge Pascu.
George Pascu (n. 14 ianuarie 1912, Iași – d. 16 noiembrie 1996) a fost un muzicolog, profesor, dirijor, compozitor, animator al vieții artistice și publicist român.
În 1923 s-a înscris la Liceul Național din Iași, urmând în paralel cu liceul și cursurile Conservatorului de Muzică și Artă Dramatică din Iași.
În 1934, a absolvit secția Instrumentală și Teoretică a Conservatorului și Seminarul Pedagogie Universitar din Iași. În același an a fost numit profesor de muzică la Seminarul Teologic „Sf. Gheorghe” din Roman, unde a funcționat și ca dirijor permanent al corului bisericesc „Sfinții Voievozi”. Din 1936 a început să se ocupe și de corul Episcopiei din Roman.
În 1938, a fost transferat la Craiova, ca profesor la catedra de muzică vocală și instrumentală de la Liceul Militar „D.A. Sturdza” din Craiova, unde a predat până în 1943.
În 1943 a revenit la Iași, unde a ocupat postul de profesor la catedra de Istoria muzicii și forme muzicale de la Conservatorul „George Enescu”, unde a predat până la pensionare, în 1977.
A fost director al Filarmonicii „Moldova” (1945-1947) și dirijor al Orchestrei simfonice și Corului „Gavriil Musicescu” al acestei instituții muzicale. Corul Filarmonicii a fost înființat în 1953 la insistențele lui George Pascu și ale directorului Achim Stoia.
În 1956, Biblioteca Județeană “Gh. Asachi” din Iași împreună cu muzicologul George Pascu de la Conservatorul “George Enescu” au înființat cercul muzical “Prietenii muzicii”, în cadrul căruia s-au desfășurat săptămânal audiții muzicale.
Muzicianul George Pascu a decedat la 16 noiembrie 1996 și a fost înhumat la cimitirul Eternitatea din Iași.

## Scrieri
- George Pascu, Iosif Sava: Muzicienii Iașului, 204 pagini, Editura Muzicală, 1987
- George Pascu, Melania Boțocan: Popasuri în istoria muzicii, 142 pagini, Editura Spiru Haret, 1994
- Melania Boțocan, George Pascu: Hronicul Muzicii Ieșene, 418 pagini, Editura Noël, 1997
- Pascu, George: Viața muzicală românească interbelică. Editura Artes, Iași, 2007
- George Pascu, Melania Boțocan: Carte de istorie a muzicii, 658 pagini (2 volume), Editura Vasiliana 98, 2003, reeditare 2012